# Lou Piniella
Pour les articles homonymes, voir Piniella.
Louis Victor Piniella, né le 28 août 1943 à Tampa (Floride) aux États-Unis, est un ancien joueur et manager de baseball ayant passé au total 40 années dans les Ligues majeures. 
Il s'est retiré durant la saison 2010, avec 1835 gains en 23 saisons, ce qui le plaçait au 14e rang de l'histoire pour le nombre de victoires. Il est un des cinq managers à avoir remporté trois fois ou plus le titre de manager de l'année, récompense qui lui fut décernée en 1995 et 2001 alors qu'il dirigeait les Mariners de Seattle, puis en 2008 comme manager des Cubs de Chicago.
Piniella mène les Reds de Cincinnati à la victoire en Série mondiale en 1990.

## Carrière de joueur
Piniella a évolué comme joueur de champ extérieur de 1964 à 1984 en Ligue majeure, notamment au sein des Yankees de New York pendant les onze dernières saisons. 
Joueur de première saison pour les Orioles de Baltimore, il fut nommé recrue de l'année dans la Ligue américaine en 1969 et fut élu au sein de l'équipe d'étoiles de cette même ligue en 1972 comme représentant des Royals de Kansas City.
Il a participé au film Little Big League, réalisé par Andrew Scheinman en 1994, qui se déroule dans l'univers du baseball.

## Carrière de manager

### Yankees de New York
Après ses onze années comme joueur chez les Yankees de New York, Lou Piniella demeure dans l'organisation où il fait partie du personnel d'instructeurs. Il y assume notamment les fonctions d'entraîneur des frappeurs. En 1986, il succède à Billy Martin comme manager de l'équipe du Bronx. Le club remporte sept matchs de moins que l'année d'avant et ne peut faire mieux au classement de la section Est de la Ligue américaine, conservant sa deuxième place avec un dossier victoires-défaites de 90-72. Malgré une fiche respectable de 89-73 en 1987, les Yankees glissent au quatrième rang de leur division. Le bouillant propriétaire des Yankees, George Steinbrenner, relève Piniella de ses fonctions pour le remplacer par... Billy Martin. Mais ce dernier, avec qui Steinbrenner entretient depuis longtemps des rapports orageux, est mis à la porte en cours de saison 1988 et Piniella est réintégré dans ses anciennes fonctions. New York remporte 45 gains contre 48 défaites après le départ de Martin, mais l'équipe termine en cinquième place, ce qui vaut à Piniella un congédiement.
Lou Piniella a été manager des Yankees pour un total de 417 parties. Sa fiche est de 224-193, pour un pourcentage de victoires de ,537.

### Reds de Cincinnati
Piniella prend en 1990 les commandes des Reds de Cincinnati. Ceux-ci venaient de connaître une saison 1989 tumultueuse marquée par le congédiement de Pete Rose et le scandale qui l'accompagna. Sous Piniella, les Reds passent de la cinquième à la première position, remportant le championnat de la division Ouest de la Ligue nationale avec 91 victoires, soit 16 de plus que la saison précédente. L'équipe, championne de division pour la première fois depuis 1979, atteint la Série mondiale, qu'elle remporte face aux favoris et champions défendants, les A's d'Oakland. Il s'agissait d'un premier titre pour la franchise depuis ceux de 1975 et 1976.
En 1991, Piniella est le manager de l'équipe de la Ligue nationale au match des étoiles. Cincinnati glisse toutefois en cinquième place de sa division, avec 74 victoires et 88 défaites.
En 1992, les Reds rebondissent avec une saison de 90 gains, mais terminent en seconde place dans l'Ouest à huit parties des Braves d'Atlanta.
Piniella dirige les Reds trois saisons, pour un total de 486 parties. Sa fiche est de 255 gains et 231 revers, pour un pourcentage de victoires de ,525.

### Mariners de Seattle
Piniella devient gérant en 1993 d'une franchise en difficulté, les Mariners de Seattle. L'équipe de la côte ouest américaine est cependant sur une pente ascendante. Après une saison 1993 de 82 victoires contre 80 défaites, les Mariners retombent en 1994 dans les bas-fonds du classement et leur été prend un mauvais tour lorsqu'en juillet une partie du toit du Kingdome de Seattle s'effondre, forçant l'équipe à jouer sur des terrains adverses pendant plusieurs semaines, soit jusqu'à ce que la grève du baseball vienne mettre fin à la saison.
Les Mariners connaissent cependant les meilleures années de leur histoire lors de l'ère Piniella. Ils participent aux séries éliminatoires pour la première fois en 1995 en remportant leur premier championnat de la division Ouest de la Ligue américaine, avant d'éliminer au premier tour les Yankees de New York dans une Série de division spectaculaire. Seattle perd en Série de championnat contre Cleveland, mais le travail de Piniella est récompensé par son premier titre de manager de l'année dans l'Américaine.
Le club aligne trois saisons victorieuses, puis deux perdantes, avant de renouer avec le succès dès 2000, alors qu'il se qualifie comme meilleur deuxième. En 2001, les Mariners de Lou Piniella égalent un record du baseball majeur avec une saison de 116 victoires, bonne pour le premier rang de la division Ouest. L'année de rêve des M's prend toutefois fin en Série de championnat contre les Yankees, qui les éliminent pour le deuxième automne consécutif. Piniella reçoit pour la deuxième fois de sa carrière le titre de manager de l'année dans la Ligue américaine.
Le séjour de Piniella prend fin à Seattle après 10 saisons, son plus long passage en carrière comme manager d'une équipe. Il dirige les Mariners pour 1 551 matchs de 1993 à 2002, montrant un dossier de 840-711 pour un pourcentage de victoires de ,542. Il est en date de 2010 la personne ayant dirigé le club dans le plus grand nombre de parties, le meneur pour les victoires dans l'histoire de la franchise, et celui qui affiche le pourcentage de victoires le plus élevé. Son numéro d'uniforme, le 14, n'a jamais en date de 2010 été attribué à un autre joueur ou un autre membre du personnel des Mariners. Il n'a cependant pas été retiré officiellement.

### Devil Rays de Tampa Bay

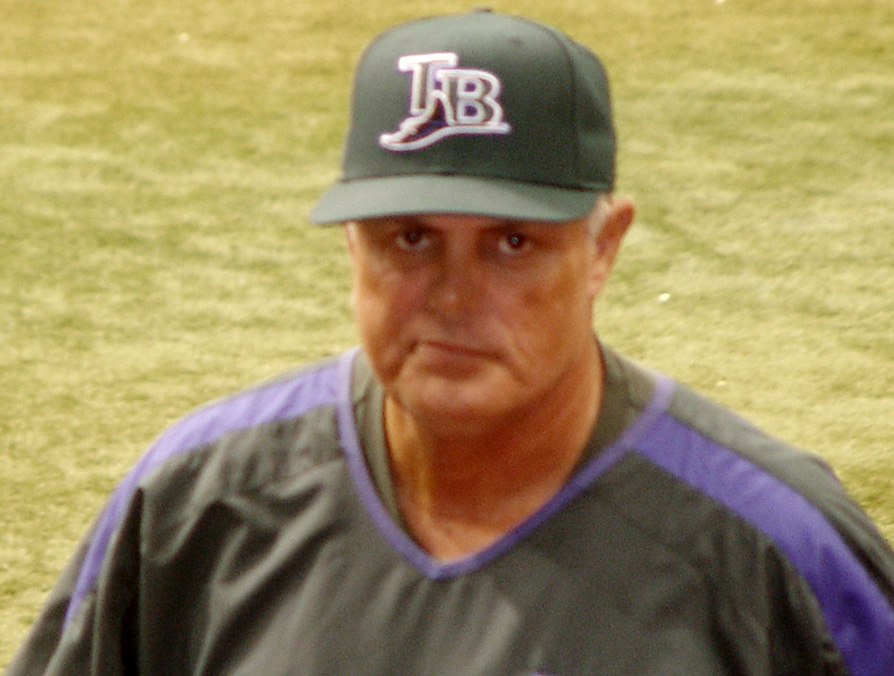
Lou Piniella avec les Devil Rays de Tampa Bay en 2005.

Au moment d'entrer en fonctions comme manager des Devil Rays de Tampa Bay en 2003, Lou Piniella promet de sortir l'équipe du dernier rang de la division Est, qu'elle a occupé invariablement chaque année depuis les débuts de la franchise en 1998. Le gérant tient parole, puisque avec 70 victoires, un sommet pour ce club, les Rays terminent quatrièmes plutôt que cinquièmes en 2004.
Des tensions marquent toutefois le séjour de Piniella avec la franchise floridienne. Il critique la direction de l'équipe pour maintenir les salaires des joueurs au plus bas (Tampa Bay a la masse salariale la moins élevée des majeures à cette époque) et miser davantage sur les années à venir que sur les résultats immédiats. 
Les Rays connaissent des saisons de 99, 91 et 95 défaites sous les ordres de Sweet Lou, qui abandonne l'équipe après la saison 2005 avec un dossier perdant, le seul qu'il ait affiché avec une équipe de la MLB. Il dirige les Devil Rays pour 485 matchs, et son dossier de 200-285 n'est bon que pour un pourcentage de victoires de ,412.

### Cubs de Chicago

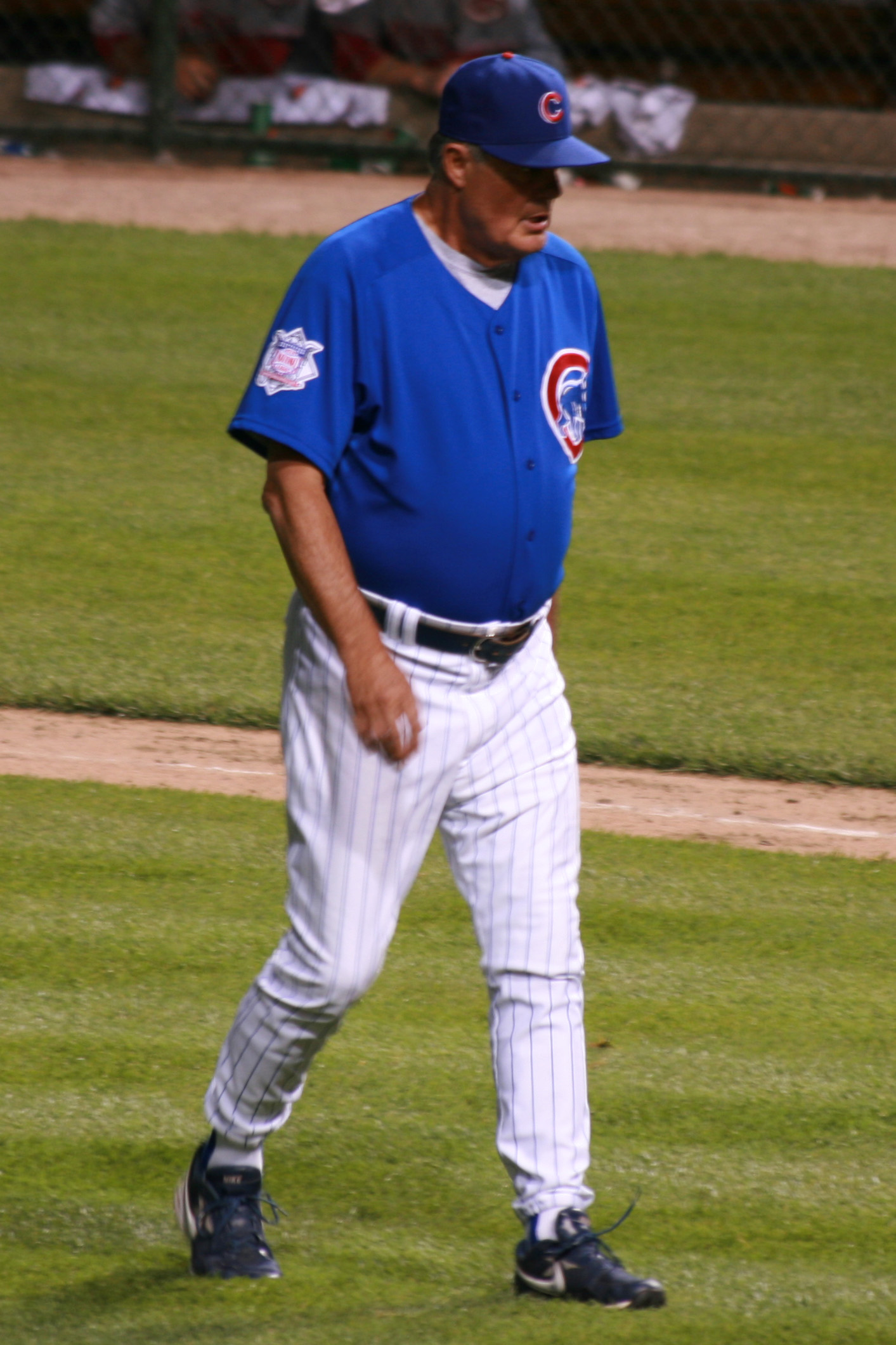
Lou Piniella avec les Cubs en 2008.

Lou Piniella dirige les Cubs de Chicago de 2007 à 2010. Héritant d'une équipe n'ayant remporté que 66 victoires contre 96 défaites sous les ordres de Dusty Baker en 2006, il amène les Cubs au premier rang de la division Centrale dès sa première année. Il est élu manager de l'année dans la Ligue nationale en 2008, alors que Chicago, tenant du meilleur dossier de la Nationale en saison régulière avec 97 gains, remporte un second championnat de division consécutif, une chose qui ne s'était pas produite depuis 1907-1908. L'aventure des Cubs en séries d'après-saison se termine toutefois par de cinglantes défaites dès le premier tour éliminatoire en ces deux occasions.
En 2009, l'homme de 65 ans avoue aux médias avoir déjà fumé de la marijuana. Il fait cette déclaration en voulant prendre la défense du jeune receveur Geovany Soto, testé positif à un contrôle de dépistage de cette drogue lors de la Classique mondiale de baseball 2009. Chicago encaisse 14 défaites de plus en 2009 que l'année précédente, et la déroute du club se poursuit la saison suivante.
Le 20 juillet 2010, au milieu de sa quatrième et dernière année de contrat comme manager des Cubs de Chicago, Lou Piniella annonce qu'il prendra sa retraite à la fin de la saison. Le 22 août 2010, il prend le monde du baseball par surprise en annonçant que le match du jour même entre les Cubs et les Braves d'Atlanta à Wrigley Field sera son dernier et qu'il se retirera dès le dernier retrait enregistré. Piniella, qui s'était absenté plus tôt dans l'été pour se rendre au chevet de sa mère, gravement malade, indique qu'il doit prendre soin de celle-ci avant tout et que le moment est venu de quitter le baseball. Les Cubs subissent un cinglant revers de 16-5 et Piniella quitte avec un dossier final de 316 victoires et 293 défaites comme gérant de l'équipe. L'instructeur au troisième but Mike Quade prend la relève de Piniella pour assurer l'intérim jusqu'à la fin de la saison.
Au moment de se retirer, Lou Piniella occupe le 14e rang de l'histoire au chapitre des victoires comme manager, avec 1 835. Son équipe a subi la défaite en 1 713 occasions, pour un pourcentage de victoires de ,517 en 3 548 parties aux commandes d'une formation des majeures. Il tourne également la page sur quatre décennies dans le baseball majeur.

## Statistiques

### Manager
| Équipe | Année  | Saison régulière | Saison régulière | Saison régulière | Saison régulière |  | Séries éliminatoires | Séries éliminatoires | Séries éliminatoires | Séries éliminatoires            |
| Équipe | Année  | Vic.             | Déf.             | % Vic.           | Place            |  | Vic.                 | Déf.                 | % Vic.               | Résultats                       |
| NYY    | 1986   | 90               | 72               | 0,555            | 2e AL Est        |  | -                    | -                    | -                    |                                 |
| NYY    | 1987   | 89               | 73               | 0,549            | 4e AL Est        |  | -                    | -                    | -                    |                                 |
| NYY    | 1988   | 45               | 48               | 0,483            | 5e AL Est        |  | -                    | -                    | -                    |                                 |
| CIN    | 1990   | 91               | 71               | 0,561            | 1e NL Ouest      |  | 8                    | 2                    | 0,800                | Vainqueur de la Série mondiale  |
| CIN    | 1991   | 74               | 88               | 0,456            | 5e NL Ouest      |  | -                    | -                    | -                    |                                 |
| CIN    | 1992   | 90               | 72               | 0,555            | 2e NL Ouest      |  | -                    | -                    | -                    |                                 |
| SEA    | 1993   | 82               | 80               | 0,506            | 4e AL Ouest      |  | -                    | -                    | -                    |                                 |
| SEA    | 1994   | 49               | 63               | 0,437            | 3e AL Ouest      |  | -                    | -                    | -                    |                                 |
| SEA    | 1995   | 79               | 66               | 0,544            | 1e AL Ouest      |  | 5                    | 6                    | 0,454                | Défaite en Série de championnat |
| SEA    | 1996   | 85               | 76               | 0,527            | 2e AL Ouest      |  | -                    | -                    | -                    |                                 |
| SEA    | 1997   | 90               | 72               | 0,555            | 1e AL Ouest      |  | 1                    | 3                    | 0,250                | Défaite en Série de division    |
| SEA    | 1998   | 76               | 85               | 0,472            | 3e AL Ouest      |  | -                    | -                    | -                    |                                 |
| SEA    | 1999   | 79               | 83               | 0,487            | 3e AL Ouest      |  | -                    | -                    | -                    |                                 |
| SEA    | 2000   | 91               | 71               | 0,561            | 2e AL Ouest      |  | 5                    | 4                    | 0,555                | Défaite en Série de championnat |
| SEA    | 2001   | 116              | 46               | 0,716            | 1e AL Ouest      |  | 4                    | 6                    | 0,400                | Défaite en Série de championnat |
| SEA    | 2002   | 93               | 69               | 0,574            | 3e AL Ouest      |  | -                    | -                    | -                    |                                 |
| TBD    | 2003   | 63               | 99               | 0,388            | 5e AL Est        |  | -                    | -                    | -                    |                                 |
| TBD    | 2004   | 70               | 91               | 0,434            | 4e AL Est        |  | -                    | -                    | -                    |                                 |
| TBD    | 2005   | 67               | 95               | 0,413            | 5e AL Est        |  | -                    | -                    | -                    |                                 |
| CHC    | 2007   | 85               | 77               | 0,524            | 1e NL Centrale   |  | 0                    | 3                    | 0,000                | Défaite en Série de division    |
| CHC    | 2008   | 97               | 64               | 0,602            | 1e NL Centrale   |  | 0                    | 3                    | 0,000                | Défaite en Série de division    |
| CHC    | 2009   | 83               | 78               | 0,516            | 2e NL Centrale   |  | -                    | -                    | -                    |                                 |
| CHC    | 2010   | 51               | 74               | 0,408            | 5e NL Centrale   |  | -                    | -                    | -                    |                                 |
| Totaux | Totaux | 1 835            | 1 713            | 0,517            |                  |  | 23                   | 27                   | 0,460                | 1 Série mondiale                |